# Alejandro MacKinney
Alejandro MacKinney Huerta, nacido en Mérida, Yucatán, (1874 - desp. 1917),fue un general constitucionalista mexicano durante la fase carrancista de la Revolución mexicana. Fue hijo de Emilio MacKinney Espinosa y Encarnación Huerta Chirinos.
Participó en la fundación del Partido Nacional Antirreeleccionista, en México, D.F., al lado de Francisco I. Madero, José Vasconcelos, Cabrera, Elorduy, Filomeno Mata y otros; y formó parte del grupo que escoltó a Madero hasta la Cámara de Diputados para rendir protesta como presidente de México. 
Se sumó al movimiento constitucionalista desde 1913, a las órdenes de Lucio Blanco, con quien operó en Tamaulipas, luego perteneció a las fuerzas de Pablo González Garza, operando en Nuevo León y Coahuila. Participó con Lucio Blanco en el primer reparto de tierras a los campesinos del norte, el 6 de agosto de 1913, en donde se distribuyeron tierras de la hacienda "Los Borregos", propiedad de Félix Díaz (sobrino de Porfirio Díaz), en Heroica Matamoros, y que luego se conocería como el ejido "Lucio Blanco".